# 極楽寺 (安芸市)
極楽寺（ごくらくじ）は、高知県安芸市赤野にある真言宗醍醐派の寺院。本尊は波切不動明王。四国三十六不動霊場第15番の札所になっている。
- 御詠歌：ありがたや　一願かけて　波ごとく　心願かなう　不動明王

## 概要

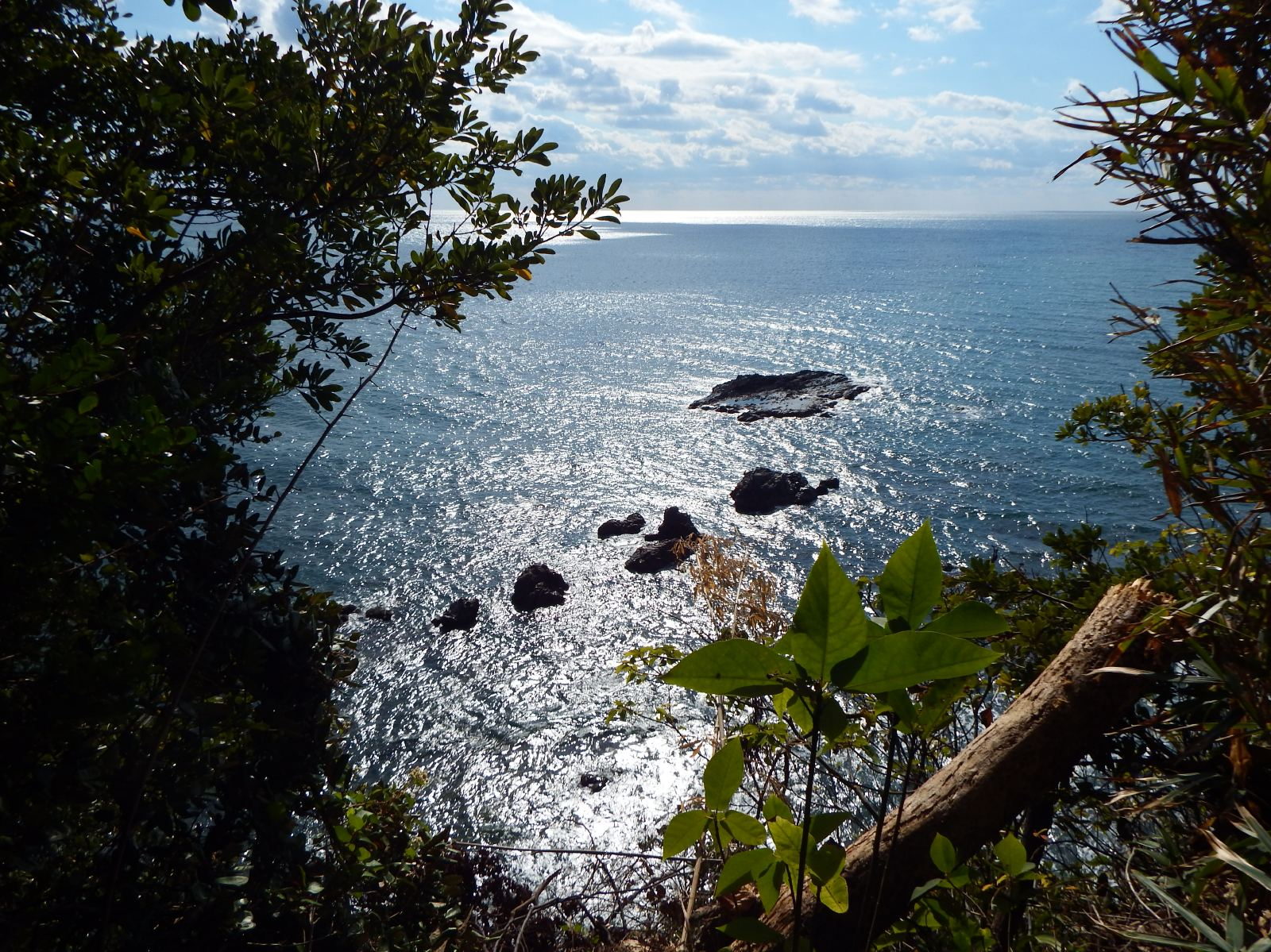
太平洋を境内より

同寺は太平洋を見下ろす千丈岩という岩場に建っており、空海が修行をした場所と伝わる。大正12年（1923年）、この地に先住僧師が民衆の諸願を祈るために一願不動尊を刻んで安置し、創建した。

## 交通アクセス
鉄道
- 土佐くろしお鉄道・穴内駅より約2km

## 前後の札所
四国三十六不動霊場
14番 正光寺 --(130km)-- 15番 極楽寺 --(35km)-- 16番 極楽寺